# Remo nos Jogos Sul-Americanos de 2022
As competições de remo nos Jogos Sul-Americanos de 2022 realizados em Assunção, capital do Paraguai, foram realizadas entre os dias 2 e 5 de outubro de 2022 na Clube Nacional de Regatas El Mbiguá [en].

## Cronograma
| DataEvento | Dom 2 | Dom 2 | Seg 3 | Ter 4 | Qua 5 |
| ---------- | ----- | ----- | ----- | ----- | ----- |
| M1x        | E     | R     |       |       | F     |
| M2x        |       |       | F     |       |       |
| M4x        |       |       |       | F     |       |
| M2−        |       |       | F     |       |       |
| M4−        | E     | R     |       | F     |       |
| LM2x       |       |       |       | F     |       |
| LM4−       |       |       |       |       | F     |
| M8+        |       |       |       |       | F     |

| E | Eliminatórias | R | Repescagem | F | Final |

| DataEvento | Dom 2 | Dom 2 | Seg 3 | Ter 4 | Qua 5 |
| ---------- | ----- | ----- | ----- | ----- | ----- |
| W1x        |       |       |       |       | F     |
| W2x        |       |       |       | F     |       |
| W4x        |       |       | F     |       |       |
| W2−        |       |       | F     |       |       |
| LW1x       |       |       | F     |       |       |
| LW2x       |       |       |       | F     |       |

## Masculino
| Evento                                       | Ouro | Tempo   | Prata | Tempo   | Bronze | Tempo   | Ref.  |
| -------------------------------------------- | --- | ------- | --- | ------- | --- | ------- | ----- |
| Skiff simples masculino Detalhes             | URU Uruguai Bruno Cetraro | 6:56.85 | PAR Paraguai Javier Insfran | 7:00.33 | BRA Brasil Lucas Verthein | 7:04.14 | [ 2 ] |
| Skiff duplo masculino Detalhes               | URU Uruguai Bruno Cetraro Felipe Klüver | 6:20.81 | ARG Argentina Axel Haack Augusin Matias | 6:23.90 | PAR Paraguai Javier Insfran Arturo Rivarola | 6:24.01 | [ 3 ] |
| Skiff quádruplo masculino Detalhes           | URU Uruguai Bruno Cetraro Felipe Klüver Leandro Salvagno Rattaro Marcos Sarraute                                                                             | 5:52.52 | ARG Argentina Agustín Scenna Axel Haack Emiliano Calderon Santiago Deandrea                                                                | 5:55.23 | CHI Chile Andoni Habash Nahuel Reyes Óscar Vásquez Pedro Canales                                                                                | 6:00.62 | [ 4 ] |
| Dois sem masculino Detalhes                  | URU Uruguai Martin Zocalo Leandro Rodas | 6:36.40 | CHI Chile Ignacio Abraham Cristopher Kalleg                                                                                                | 6:40.94 | ARG Argentina Franco Calvo Lautaro Nahuel | 6:44.01 | [ 5 ] |
| Quatro sem masculino Detalhes                | CHI Chile Alfredo Abrahan Marcelo Poo Ignacio Abraham Cristopher Kalleg                                                                                      | 5:59.14 | URU Uruguai Newton Seawright Martin Zocalo Luciano García Leandro Rodas                                                                    | 6:02.33 | ARG Argentina Lautaro Nahuel Ignacio Daniel Franco Calvo Joel Alejandro                                                                         | 6:06.38 | [ 6 ] |
| Skiff duplo peso leve masculino Detalhes     | URU Uruguai Felipe Klüver Bruno Cetraro | 6:24.91 | ARG Argentina Pedro Kirk Alejandro Matías                                                                                                  | 6:27.36 | BRA Brasil Piedro Tuchtenhagen João Batista | 6:31.95 | [ 7 ] |
| Skiff quádruplo peso leve masculino Detalhes | CHI Chile Eber Sanhueza Roberto Liewald Manuel Fernández Felipe Cárdenas                                                                                     | 6:05.73 | BRA Brasil Diego Nazário Emanuel Borges Vangelys Pereira David Souza                                                                       | 6:05.84 | URU Uruguai Mauricio López Joaquín Vázquez Joaquin Duarte Felipe Klüver                                                                         | 6:13.66 | [ 8 ] |
| Oito com masculino Detalhes                  | URU Uruguai Felipe Klüver Martin Zocalo Mauricio López Newton Seawright Leandro Rodas Leandro Salvagno Rattaro Luciano García Marcos Sarraute Romina Cetraro | 5:41.88 | ARG Argentina Augusin Matias Alejandro Matías Axel Haack Franco Calvo Pedro Kirk Joel Alejandro Lautaro Nahuel Ignacio Daniel Clara Galfre | 5:45.75 | CHI Chile Brahin Alvalay Andoni Habash Cristopher Kalleg Óscar Vásquez Francisco Lapostol Nahuel Reyes Ignacio Abraham Marcelo Poo Isidora Soto | 5:48.55 | [ 9 ] |

## Feminino
| Evento                                    | Ouro                                                                            | Tempo   | Prata                                                                 | Tempo   | Bronze                                                                    | Tempo   | Ref.   |
| ----------------------------------------- | ------------------------------------------------------------------------------- | ------- | --------------------------------------------------------------------- | ------- | ------------------------------------------------------------------------- | ------- | ------ |
| Skiff simples feminino Detalhes           | PAR Paraguai Alejandra Alonso                                                   | 7:42.33 | BRA Brasil Beatriz Cardoso                                            | 7:44.66 | CHI Chile Antonia Abraham                                                 | 7:58.87 | [ 10 ] |
| Skiff duplo feminino Detalhes             | CHI Chile Victoria Hostetter Melita Abraham                                     | 7:00.92 | PAR Paraguai Nicole Martinez Alejandra Alonso                         | 7:08.84 | BRA Brasil Milena Viana Chloe Delazeri                                    | 7:16.39 | [ 11 ] |
| Skiff quádruplo feminino Detalhes         | CHI Chile Antonia Abraham Melita Abraham Victoria Hostetter Christina Hostetter | 6:28.91 | BRA Brasil Chloe Delazeri Dayane Santos Milena Viana Nathalia Barbosa | 6:40.68 | PER Peru Adriana Sanguineti Pamela Noya Valeria Palacios Alessia Palacios | 6:40.85 | [ 12 ] |
| Dois sem feminino Detalhes                | CHI Chile Antonia Abraham Melita Abraham                                        | 7:17.50 | PAR Paraguai Alejandra Alonso Nicole Martinez                         | 7:28.71 | URU Uruguai Yuliana Etchebarne Zoe Acosta                                 | 7:36.75 | [ 13 ] |
| Skiff simples peso leve feminino Detalhes | CHI Chile Isidora Niemeyer                                                      | 7:49.49 | ARG Argentina Sonia Baluzzo                                           | 7:51.71 | PAR Paraguai Gabriela Mosqueira                                           | 7:55.36 | [ 14 ] |
| Skiff duplo peso leve feminino Detalhes   | ARG Argentina Sonia Baluzzo Evelyn Silvestro                                    | 7:10.62 | URU Uruguai Tatiana Seijas Nicole Yarzon                              | 7:13.34 | CHI Chile Josefa Vila Isidora Niemeyer                                    | 7:13.78 | [ 15 ] |

## Países participantes
Oito países participaram dos eventos de remo dos Jogos Sul-Americanos de 2022:
- Argentina
- Bolívia
- Brasil
- Chile
- Paraguai
- Peru
- Uruguai
- Venezuela

## Medalhas
| Pos.               | País               | Ouro | Prata | Bronze | Total |
| ------------------ | ------------------ | ---- | ----- | ------ | ----- |
| 1                  | Uruguai            | 6    | 2     | 2      | 10    |
| 2                  | Chile              | 6    | 1     | 4      | 11    |
| 3                  | Argentina          | 1    | 5     | 2      | 8     |
| 4                  | Paraguai*          | 1    | 3     | 2      | 6     |
| 5                  | Brasil             | 0    | 3     | 3      | 6     |
| 6                  | Peru               | 0    | 0     | 1      | 1     |
| Total (6 entradas) | Total (6 entradas) | 14   | 14    | 14     | 42    |